# 수시마
수시마(산스크리트어: सुसिमा)는 제2대 마우리아 황제 빈두사라의 장남으로, 당대 마우리아 제국의 유바라자이다. 그는 아버지의 제위 계승 서열 3위였으나, 빈두사라 사후 그의 남동생 아소카와의 제위 계승 분쟁 중에 사망했다.

## 생애
수시마는 제2대 마우리아 황제 빈두사라와 그의 수석 황후인 차루미트라 사이에서 태어났다. 수시마의 어머니는 평민 출신인 아소카의 어머니 수바드랑기와 달리 황녀 출신이었다.
그에게는 빈두사라의 두 번째 부인 수바드랑기 사이에서 태어난 아소카를 포함한 몇 명의 어린 이복 형제들이 있었다. 수시마는 전쟁과 국가 경경에 대한 교육을 받았으며, 숙련된 궁술과 기마술을 갖췄다.
기원전 270년대 빈두사라가 병에 걸렸을 때 수시마는 확실한 제위 계승자였다. 그러나 아소카는 군대와 백성들 사이에서 인기 있는 인물이었으며, 빈두사라의 재상인 라다굽타의 지지를 받았다.
빈두사라가 죽은 뒤, 수시마와 아소카 사이에 제위 계승 분쟁이 일어났다. 아소카는 수시마의 군대를 물리치고 그를 패사시킨 후 제위에 올랐다.
수시마의 죽음은 마우리아 제국의 역사에서 중대한 전환점이었다. 아소카는 인도 역사에서 가장 위대한 황제들 중 한 명이 되었다. 그는 불교를 장려하고 평화와 비폭력을 장려하려는 노력으로 가장 잘 알려져 있다.